# Hohlensteinhöhle
Die Hohlensteinhöhle befindet sich in Mariazell in der Steiermark und ist über markierte Wanderwege in ca. 20 Minuten von der Bergstation der Seilbahn auf die Bürgeralpe erreichbar. Die Schauhöhle wurde 1934 eingerichtet, aber erst seit 2014 werden wieder Führungen angeboten. Die Befahrung der Höhle erfolgt über einen Steig, teilweise über Leitern (siehe Galerie).

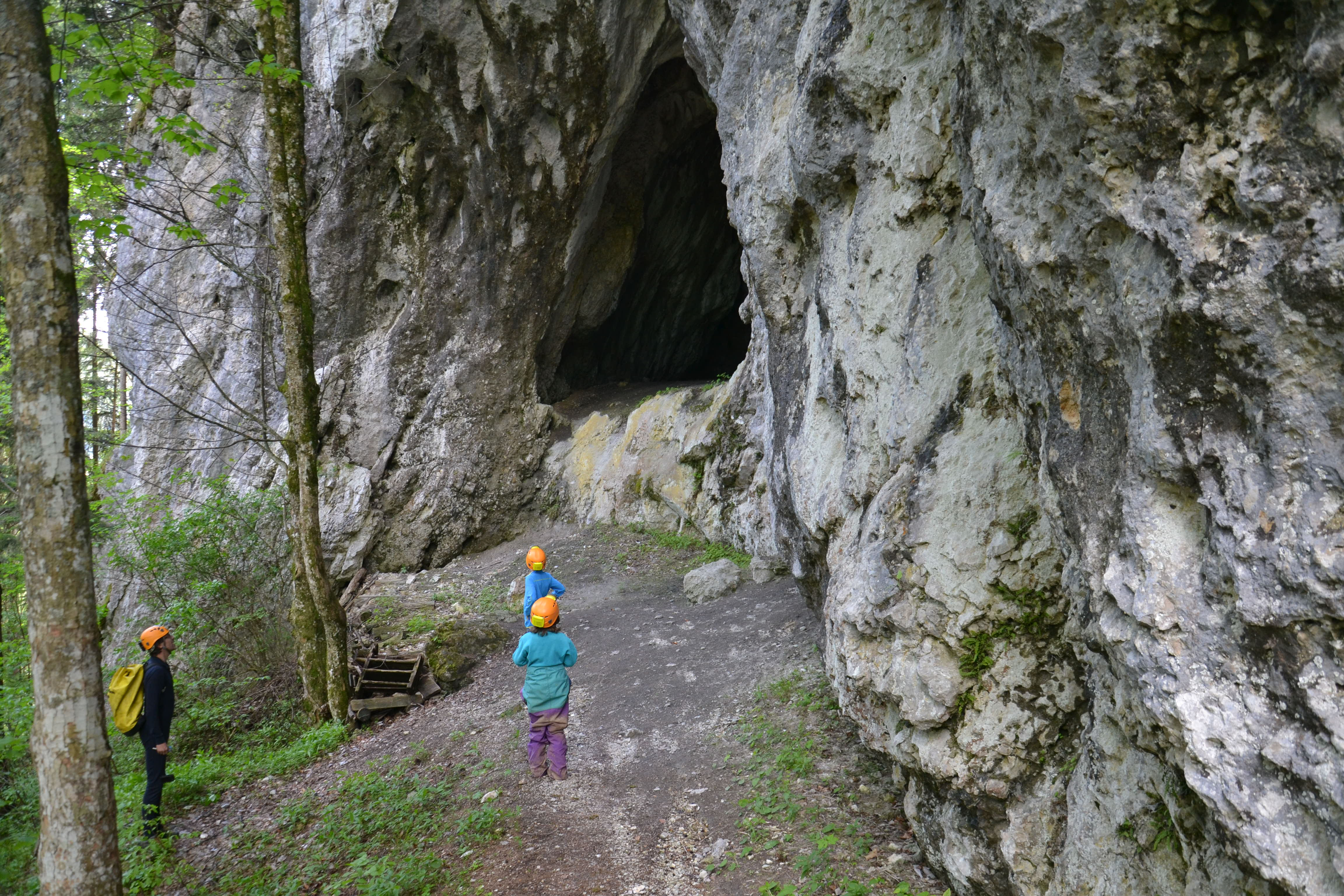
Am Eingang in die Höhle
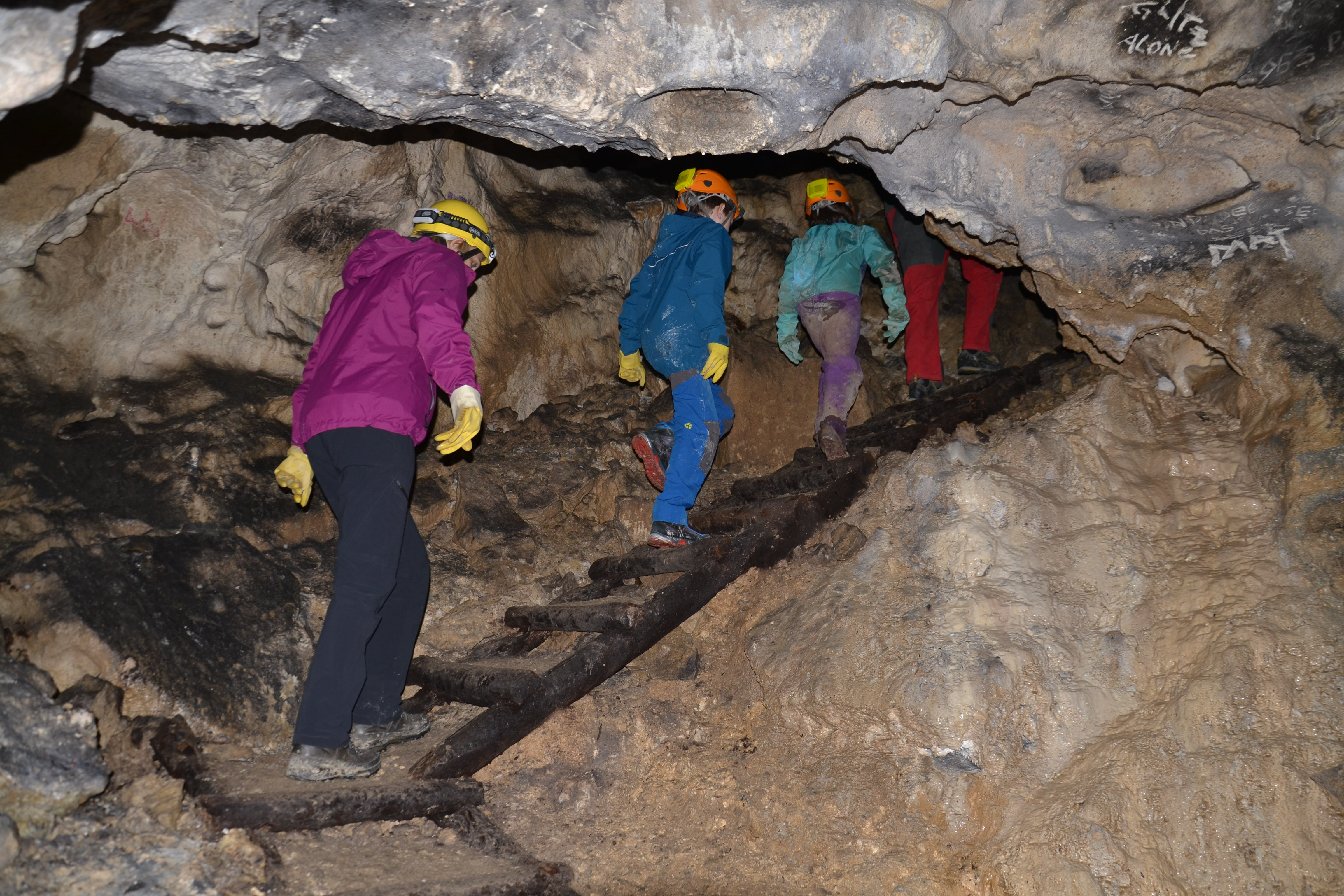
Eine der Holzleitern in der Höhle
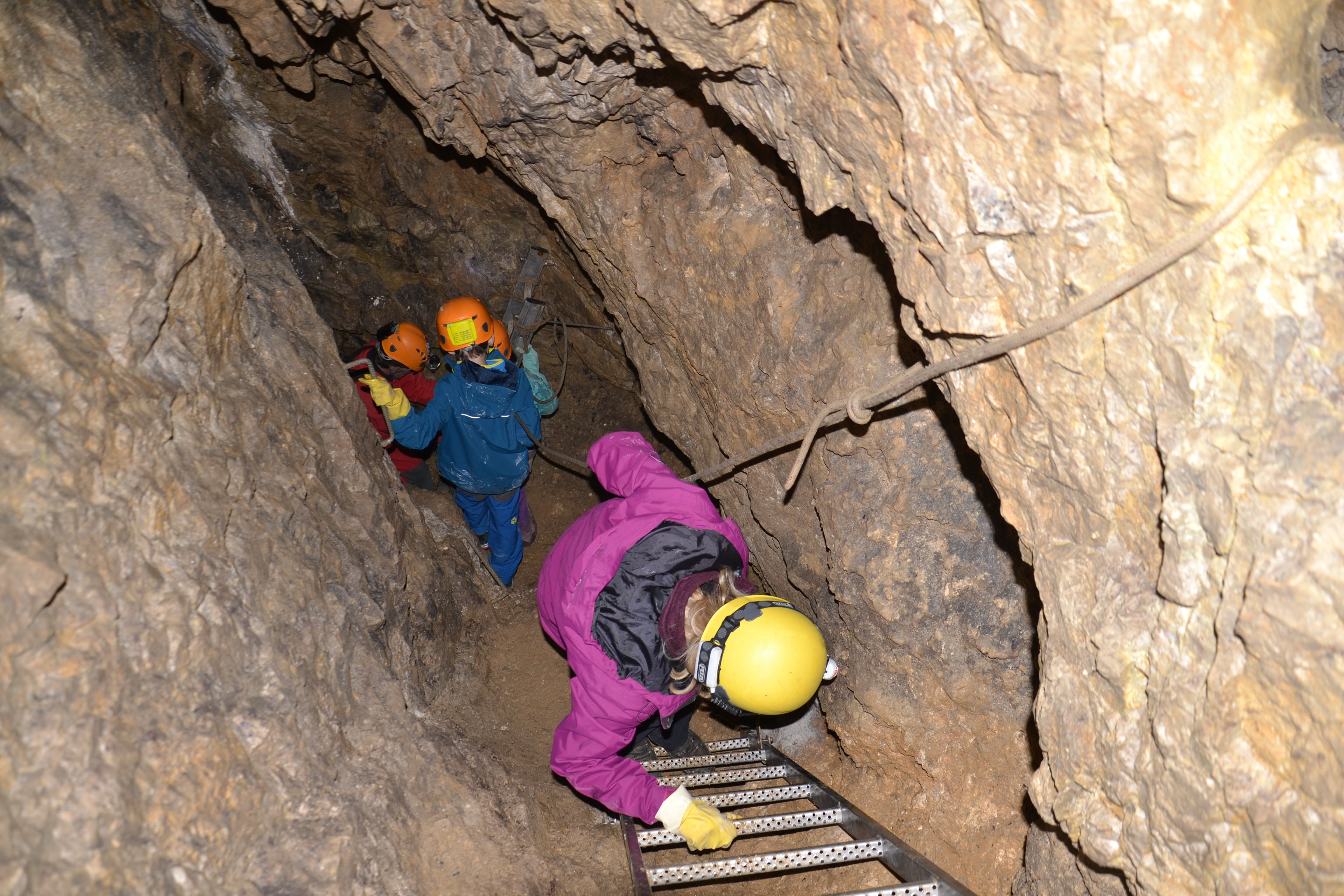
Abstieg über eine der Aluleitern in der Höhle